# Jean Déré
Jean Déré, né le 23 juin 1886 à Niort et décédé le 6 décembre 1970 à Sainte-Suzanne (Mayenne), est un organiste et compositeur français.

## Biographie
Jean Déré est né le 23 juin 1886 à Niort. Fortement marqué dès l'enfance par un univers musical, il manifeste très tôt des dons pour la musique. Entré à 11 ans au Conservatoire national de musique de Paris il obtient des médailles dans les classes de Massenet et Charles-Marie Widor.
Devenu enseignant et compositeur à Niort, puis Paris, il obtient le Prix de Rome en 1919. Se consacrant à l'enseignement du contrepoint et de la fugue, il devient en 1933 à la radio un des pionniers de la mise en ondes des grands concerts classiques en compagnie d’Igor Stravinsky. Il sera de 1937 à 1956 professeur d'harmonie et de solfège au Conservatoire national de musique de Paris. Il fut professeur de Jacques Loussier.
Il est l'auteur de pièces pour piano, pour violon, pour orchestre et d'un opéra Le Mirage. Il est également auteur de musique de films, en particulier Kœnigsmark et La Croisière noire.
Chevalier de la Légion d'Honneur, il est décédé à Notre-Dame Saint-Jean en la commune de Sainte-Suzanne (Mayenne) le 6 décembre 1970.
Un concert exceptionnel organisé par l'association Musiques pour tous et la commune fut consacré à son œuvre et aux musiciens pendant la grande guerre, par Frédéric Borsarello et le trio Thalberg, le 17 mai 2015 à Sainte-Suzanne dans le cadre du Centenaire de la guerre 1914-1918.